# Standing on the Shoulder of Giants
Standing on the Shoulder of Giants är ett musikalbum av det brittiska rockbandet Oasis, släppt den 29 februari 2000. 
Originalmedlemmarna Paul "Bonehead" Arthurs och Paul "Guigsy" McGuigan hoppade av medan man spelade in albumet och Noel Gallagher fick därför spela in två gitarrljud och basljudet separat. Man anlitade också en ny producent, Mark Stent. Dessa förändringar bidrog till att albumet fick en mer experimentell ton än sina föregångare, med influenser bland annat från electronica och psykedelisk musik.
Liksom gruppens tre föregående album nådde Standing on the Shoulder of Giants förstaplatsen på den brittiska albumlistan. Det sålde dock något sämre, med totalt cirka fyra miljoner exemplar sålda. Låtarna "Go Let It Out", "Who Feels Love?" och "Sunday Morning Call" släpptes som singlar.
Albumtiteln är tagen från ett citat av Isaac Newton: "If I can see further than anyone else, it is only because I am standing on the shoulders of giants". Noel Gallagher såg citatet präglat på ett tvåpundsmynt och tyckte att det var en passande albumtitel.

## Låtlista
Samtliga låtar skrivna av Noel Gallagher, om annat inte anges.
1. "Fuckin' in the Bushes" - 3:18
2. "Go Let It Out" - 4:38
3. "Who Feels Love?" - 5:44
4. "Put Yer Money Where Yer Mouth Is" - 4:27
5. "Little James" (Liam Gallagher) - 4:15
6. "Gas Panic!" - 6:08
7. "Where Did It All Go Wrong?" - 4:26
8. "Sunday Morning Call" - 5:12
9. "I Can See a Liar" - 3:12
10. "Roll It Over" - 6:31

## Medverkande
Oasis
- Liam Gallagher - sång, tamburin
- Noel Gallagher - sång, bakgrundssång, sologitarr, kompgitarr, bas.
- Alan White - trummor, percussion

Övriga
- Mark Coyle - sitar, 12-strängad gitarr
- Mark Feltham - munspel
- Charlotte Glasson - flöjt
- Paul Stacey - gitarr, bas, keyboard
- Linda Lewis - bakgrundssång
- P.P. Arnold - bakgrundssång